# Shōta Kimura
Shōta Kimura (japanisch 木村 勝太 Kimura Shōta; * 17. Oktober 1988 in der Präfektur Tokio) ist ein japanischer Fußballspieler.

## Karriere
Kimura erlernte das Fußballspielen in der Jugendmannschaft von Yokohama F. Marinos. Seinen ersten Vertrag unterschrieb er 2007 bei Ventforet Kofu. Der Verein spielte in der höchsten Liga des Landes, der J1 League. Am Ende der Saison 2007 stieg der Verein in die J2 League ab. Für den Verein absolvierte er 20 Ligaspiele. 2009 wechselte er zu Matsumoto Yamaga FC. 2012 wechselte er zum Zweitligisten Kataller Toyama. Für den Verein absolvierte er 95 Ligaspiele. 2015 wechselte er zum Drittligisten Grulla Morioka. Für den Verein absolvierte er 26 Ligaspiele. Ende 2015 beendete er seine Karriere als Fußballspieler.